# Cirolana magdalaina
Cirolana magdalaina är en kräftdjursart som beskrevs av Bruce 1980. Cirolana magdalaina ingår i släktet Cirolana och familjen Cirolanidae. Inga underarter finns listade i Catalogue of Life.